# Anton Windfelder

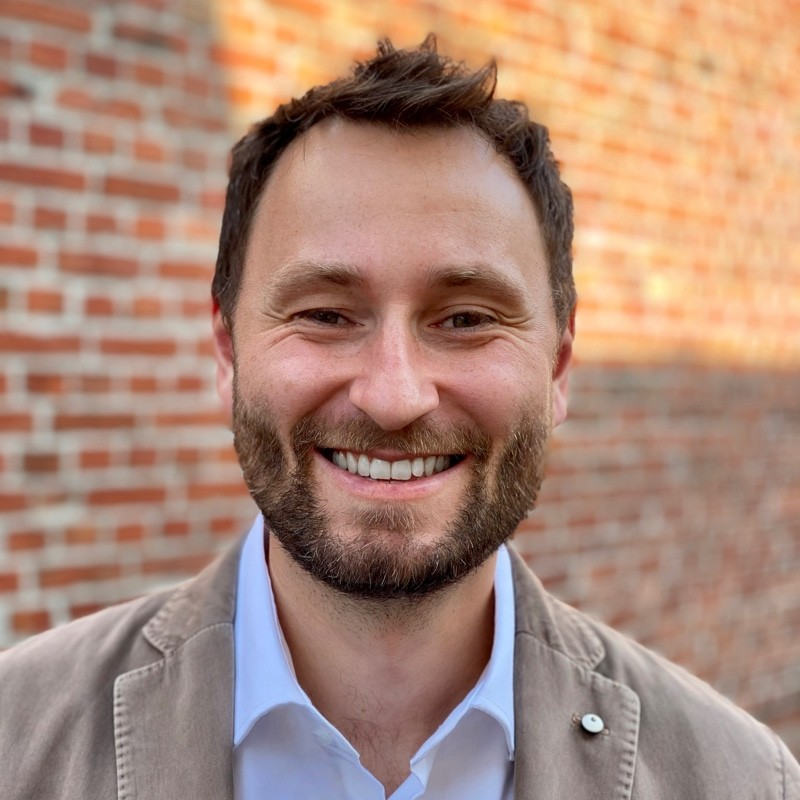
Anton Windfelder (2022)

Anton George Windfelder ist ein deutscher Zoologe und Immunologe, der sich vor allem mit der funktionellen Bildgebung von Insekten beschäftigt.

## Leben
Bekannt wurde Windfelder nachdem er die Raupen des Tabakschwärmes (Manduca sexta) als alternatives Tiermodell für die medizinische Forschung etablierte. Seine Forschung ist international beachtet und hilft bei der Reduktion von Säugetieren in der medizinischen Forschung (3R-Prinzip)
Windfelder wurde in Berlin geboren und legte dort auch das Abitur ab. Nach dem Abitur studierte Windfelder Biologie an der Justus-Liebig-Universität Gießen mit einer Vertiefung in Zoologie und wurde schon früh während des Studiums wissenschaftlich aktiv. Nach dem Studium wurde Windfelder wissenschaftlicher Mitarbeiter am Institut für Allgemeine Zoologie und Entwicklungsbiologie in der Arbeitsgruppe für zelluläre Erkennungs- und Abwehrprozesse bei Tina Trenczek.
Windfelder wurde im Jahr 2021 über das Thema „High-throughput screening of insect larvae as a replacement for mammalian models of gut inflammation“ von Tina Trenczek und Ulrich Flögel promoviert. Die Promotion wurde mit der Bestnote summa cum laude bewertet und Windfelder wurde 2023 für seine Arbeiten mit dem Dr.-Herbert-Stolzenberg-Preis für herausragende Leistungen in der Biologie ausgezeichnet. Nach seiner Promotion wechselte Windfelder an das Fraunhofer-Institut für Molekularbiologie und Angewandte Oekologie zu Andreas Vilcinskas und ist außerdem im Universitätsklinikum Gießen in der Experimentellen Radiologie beschäftigt. Windfelder engagiert sich zudem in der Hochschullehre und setzt sich hier für die Verwendung von neuen didaktischen Methoden wie der virtuellen Realität in der medizinischen Ausbildung ein.
Während seiner Zeit in Gießen lernte Windfelder seine Frau kennen. Windfelder ist verheiratet und hat zwei Kinder.

## Wissenschaftliches Werk

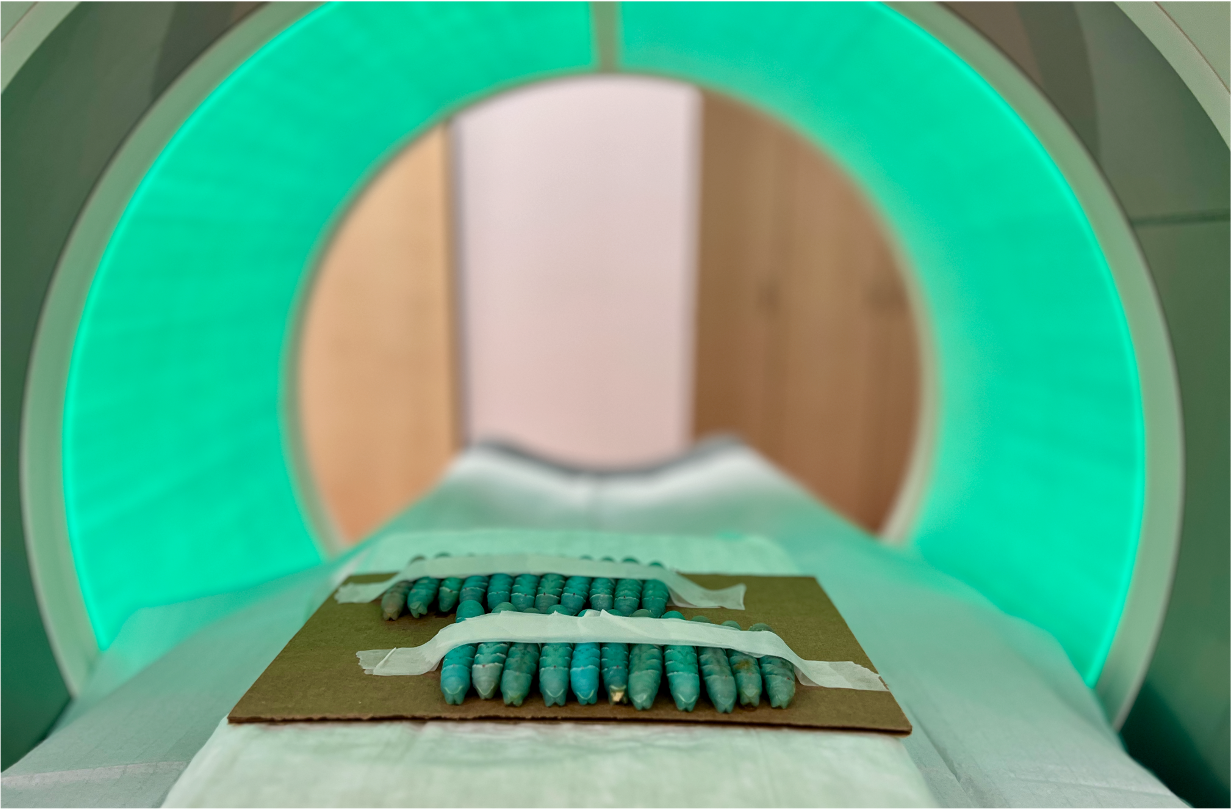
Manduca sexta im MRT

Windfelders wissenschaftlicher Fokus gilt der funktionellen Bildgebung von Insekten. Er macht sich die Methoden der medizinischen Bildgebung wie die Computertomographie, die Magnetresonanztomographie, die Positronen-Emissions-Tomographie oder der photoakustischen Bildgebung zunutze, um physiologische und immunologische Prozesse bei Insekten zu untersuchen. Er war der erste Wissenschaftler, der mittels 18F-Fluordesoxyglucose-Positronen-Emissions-Tomographie (FDG-PET) den pathologischen Glukose-Stoffwechsel von Tabakschwärmern mit Darmentzündung zeigen konnte. Seine Arbeiten zeigen, dass die oben genannten Methoden in Analogie zur Humanmedizin auch bei Insekten genutzt werden können, um eine Entzündung nachzuweisen.
Hierdurch können Insekten besser vor schädlichen Einflüssen wie z. B. Pestiziden geschützt werden, da die negativen Auswirkungen dieser Substanzen nun schneller nachweisbar sind. Andererseits können Insekten als alternative Tiermodelle in der biomedizinischen Forschung verwendet werden. Aufgrund der engen evolutionären Konserviertheit des angeborenen Immunsystems und der Anatomie des Darmepithels zwischen Insekten und Säugetieren stellen Insekten hervorragende Modelle für die Erforschung von Darmentzündungen dar. Windfelder und sein Team etablierten hierfür die Larven des Tabakschwärmes (Manduca sexta) unter Verwendung der oben genannten Methoden als alternatives Tiermodell für chronisch entzündliche Darmerkrankungen wie Morbus Crohn und Colitis ulcerosa. Zudem können neue vielversprechende Kontrastmittel für die Radiologie oder Tracer für die Nuklearmedizin zunächst an Insekten statt wie bisher an Mäusen oder Ratten getestet werden. Da die Forschung Windfelders dazu beiträgt, dass insgesamt weniger Versuche mit Kleinsäugern gemacht werden müssen, leistet seine Forschung auch einen erheblichen Beitrag zum Tierwohl (3R-Prinzip).